# イワン・クパーラ

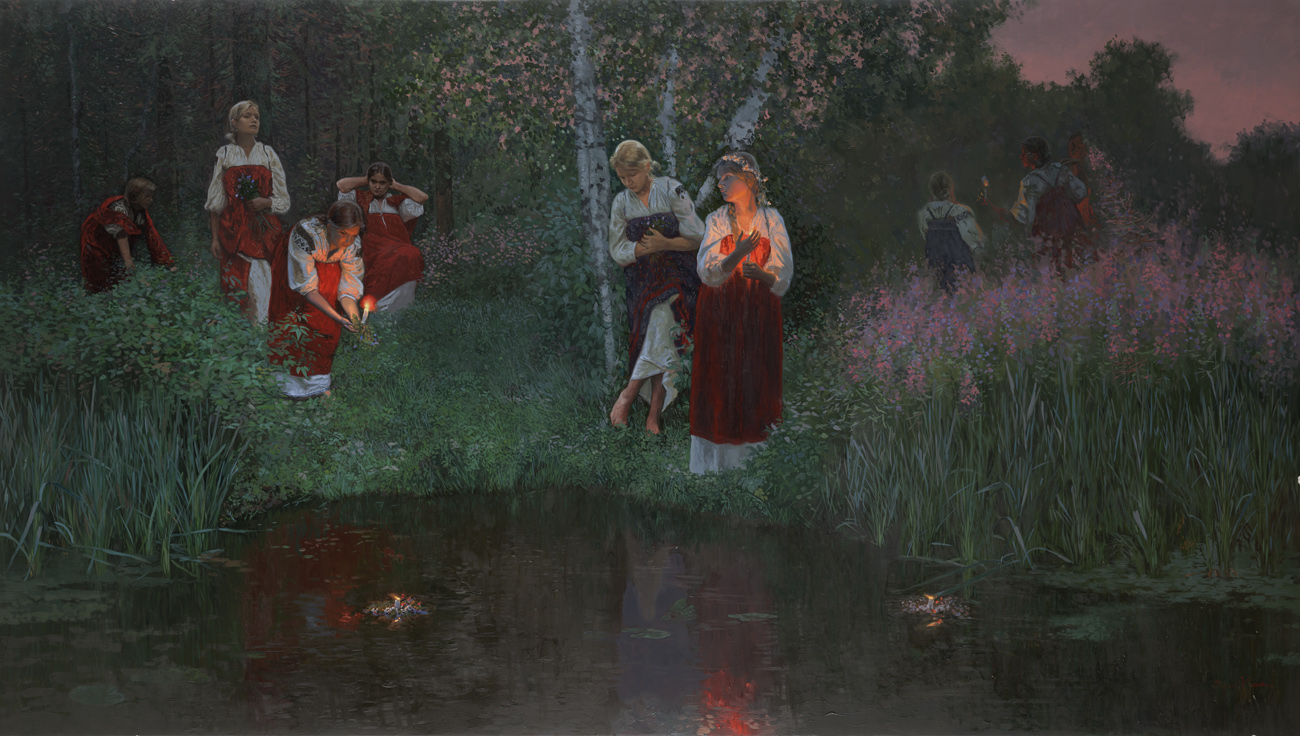
ロシアの現代画家セミョン・コジン（Simon Kozhin）の「イワン・クパーラ、花輪占い」（2009年）

イワン・クパーラ（ロシア語: Иван Купала、ウクライナ語: Івана Купала）は、ロシア・ウクライナ・ベラルーシ・ポーランドなどに住む東スラブ人の主要な民俗祝日の1つで、古代からの夏至祭が、キリスト教受容とともに、洗礼者聖ヨハネの日の前夜祭および洗礼者聖ヨハネの誕生祭（ユリウス暦6月24日、グレゴリオ暦では7月7日）に取り込まれた祭りである。前夜祭の儀式は当日の儀式よりも内容が豊富で特徴的である。名称は東スラブ語の「kàpati」（水浴する、洗礼を授ける）に由来する。

## 概要

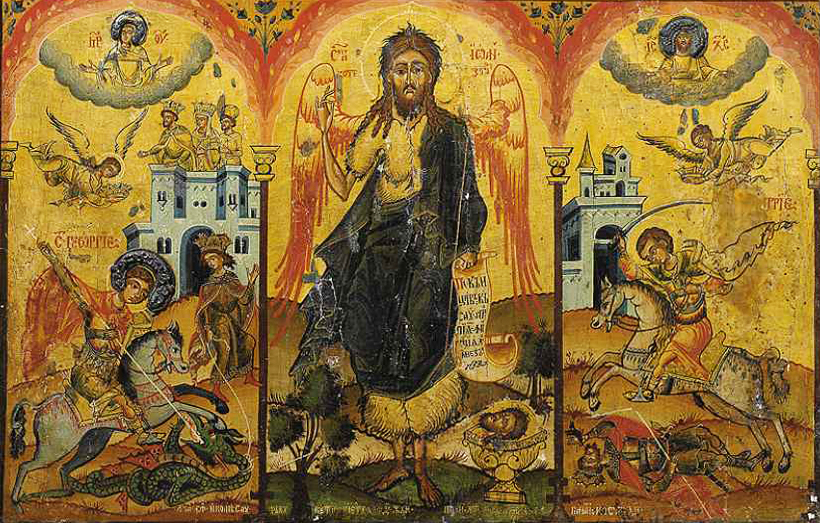
ロシアの17世紀中葉イコンより部分（全6面中3面）。「夏の象徴」
- (左）聖大致命者凱旋者ゲオルギイ（カッパドキアの聖ゲオルギウス）。この聖人の祭日（ユリウス暦4月23日）に半年の夏期が始まる。
- (中央）前駆授洗イオアン（洗礼者聖ヨハネ）。この聖人の祭日（ユリウス暦6月24日）は「夏の頂点」。
- (右）聖大致命者潤膏者ディミトリイ（ディミートリー・ソルンスキー/テッサロニキの聖デメトリウス)。この聖人の祭日（ユリウス暦10月26日)をもって半年の夏期は終わる。

イワン・クパーラは、クリスマスと半年対となる暦の節目であり、洗礼者ヨハネとイエス・キリストの関係性を象徴する。祭りは聖ペトロの「ペトルの日」（ユリウス暦6月29日）までを連続した期間とみなす見方もある。
また、イワン・クパーラから「ペトル（聖ペトロ）の日」(ユリウス暦6月29日)までを、夏の暦の中で、ひと続きの不可分の期間と見なす研究者もいる。
この祭りでは、自然に関する多くの儀式が行われる。薬草や花を集めて輪に編み、人、動物、家をそれらで飾る。そして花輪を水に浮かべ未来の伴侶を占う。水と火の両方が重視され、特に前日は日没までに水浴から上がり、日暮れてのち焚き火を起こし、その周囲で歌い踊り、火を飛び越える。前夜祭の焚き火は水辺や、それを囲む丘の上で開催される。若い男女の結婚を占い、その前途を祝す要素が強いのもこの祭りの特徴である。また、この日は太陽がいつもと違う動き方と輝き方をし（後述)、自然の驚異が起こると信じられていた。
ベラルーシでは、川にろうそくの船を流す、たき火を飛び越える、炎の矢を放つなどの行事が行われる。
この祭りは文学や映画でも描かれており、ウクライナ映画『黒い印の白い鳥』（1970年、監督：ユーリー・イリエンコ）では、花輪占いや火を飛び越える場面がブコビナの民俗文化とともに詩的に表現されている。また、ゴーゴリの『イワン・クパーラの前夜』を原作とした1968年のソビエト映画『イワン・クパーラの夜』では、祭りの神秘的・超自然的な側面が強調される。

## 呼称
この祭日には「イワン・クパーラ」以外にも数々の呼称がある。ロシア語・ウクライナ語・ベラルーシ語の筆頭は、Wikipediaの各言語版の項目名に採用されているもの（2023年7月現在)。
- 古ルーシ語：Кресъ（クレス)[注釈 10]
- ロシア語：Иван Купала（イワン・クパーラ)、Иванов день[1](イワーノフ・ヂェーニ＝「イワンの日」)、Иванщина（イワーンシチナ[注釈 11])、Ивана Купалы（イヴァーナ・クパールィ)、Купала（クパーラ)、Иван Купало[13](イワン・クパーロ)、Купало[14](クパーロ)

Иван-травник(イワン・トラーヴニク＝「薬草イワン」又は「薬草酒イワン」)、Колосок（コロソーク/カラソーク＝「1本の(穀物の)穂」)、Кокуй（コクィ)(ノヴゴロド県)
Праздник летнего солнцеворота（プラーズニク・リェートニェヴォ・ソンツェヴァロータ＝「夏至祭り」)
Ярило(ヤリーロ)(ヤロスラヴリ県、トヴェリ県、ニジェゴロド県)、Ярилин день(ヤリーリン・ヂェーニ＝「ヤリーロの日」)(ヤロスラヴリ県、トヴェリ県)、Ярилино гулянье(ヤリーリノ・グリャーニエ＝「ヤリーロの祭」)
Иван добрый（イワン・ドーブルィ＝「善き人イワン」), любимый（イワン・リュビームィ＝「愛するイワン」), цветной(イワン・ツヴェトノィ), чистоплотный（イワン・チスタプロートヌィ＝「清廉なるイワン」)
- ウクライナ語：Свято Купала（スヴャート・クパーラ、直訳は「クパーラ祭」ないし「クパーロの祭日」)、Івана Купала（イヴァーナ・クパーラ)、Купайло[20](クパーィロ)、Купайла（クパーィラ)、Купало（クパーロ)[21]、Купайлица[20](クパーィリッツァ)、Копальний Іван（コパーリヌィ・イワン)

Сонцекрес（ソンツェクレス＝「太陽の授洗者」)
Варфоломій і Варвара（ワルフォロミー・イ・ワルワーラ)
- ベラルーシ語：Купалле（クパーッレ)[注釈 16]、Іван Купала（イワン・クパーラ)、Ян Купальны[1](ヤン・クパーリヌィ)、Ян（ヤン)、Янаў дзень（ヤナゥ・ヂェーニ＝「ヤンの日」)

Свята Сонца і кахання（スヴャータ・ソンツァ・イ・カハンニャ＝「太陽と愛の祭日」)
Іван Вядзьмацкі（イワン・ヴャヂマツキ)、Іван Калдунскі（イワン・カルドゥンスキ)
- ポリーシャ語【ポリーシャ語】：Иван Петров（イワン・ペトロフ)、Иван петровный（イワン・ペトローヴヌィ)
- ルシン語：Лада（ラーダ)

(※) 行政区画「県」(露: губерния グベールニヤ）は、ロマノフ朝ロシア時代の18世紀からソ連時代初期まで使われていた。ノヴゴロド県、ヤロスラヴリ県、トヴェリ県、ニジェゴロド県 参照。現在のノヴゴロド州、ヤロスラヴリ州、トヴェリ州、ニジニ・ノヴゴロド州（＝ニジェゴロド州）とかなり重なる。

## 諸国の「イワンの日」
「イワンの日」(即ち「ヨハネの日」)は、東スラヴ諸国のみならず、非スラヴ人の国を含む各国でも祝われている。エストニアの Jaanipäev(ヤーニペェヴ)、ラトビアの Līgo(リーゴ)、リトアニアの Rasos (ラーソース)（ないし Joninių diena ヨニニュ・ディエナ＝ヨハネの日）は国家の祝日となっている。

### 日本でのイワン・クパーラ
この祭りは、東スラブ人が従来住む地域あるいは移住した地域で現在も行われて、2022-23年ロシアのウクライナ侵攻中には日本でも初めて、2022年と2023年の7月初旬に日本に住むウクライナ人たちを中心にイワン・クパーラの祭りが開催された。

### ロシア語

#### Славянские древности: Этнолингвистический словарь
(ロシア語版) (『古代スラヴ民族言語学辞典』、略称 СДЭС）
Институт славяноведения РАН (ロシア科学アカデミー・スラヴ研究所) 編
編集長 Толстая С. М.(S. M. トルスターヤ)
編集 Агапкина Т. А.(T. A. アガープキナ)、Виноградова Л.Н.(L. N. ヴィノグラードワ)、Петрухин В. Я.(V. Ya. ペトルーヒン)
執筆 Агапкина Т. А.(T. A. アガープキナ)、Белова О. В.(O. V. ベローワ)、Валенцова М.М.(M. M. ヴァレンツォーワ)、Виноградова Л.Н.(L. N. ヴィノグラードワ)、Гура А. В.(A. V. グラ), Кабакова Г. И.(G. I. カバコーワ、Левкиевская Е. Е.(E. E. レフキエーフスカヤ)、Плотникова А. А.(A. A. プロートニコワ)、Седакова И. А.(I. A. セダコーワ)、Толстая С. М.(S. M. トルスターヤ)、Узенёва Е. С.(E. S. ウゼニョーワ)、Усачёва В. В.(V. V. ウサチョーワ)
Москва, "Международные отношения" (モスクワ「国際関係」出版所) 発行
том. 1 (第1巻) 1995年
А(Август) - Г(Гусь) ISBN 5-7133-0704-2 （全584頁)
том. 2 (第2巻) 1999年
Д(Давать) - К(Крошки) ISBN 5-7133-0982-7 （全702頁)
- Дмитрия св. день（聖ドミトリーの日）93-94頁。
- Иван Купала（イワン・クパーラ）363-368頁。

том. 3 (第3巻) 2004年
К(Круг) - П(Перепелка) ISBN 5-7133-1207-0 （全704頁)
том. 4 (第4巻) 2009年
П(Переправа через воду) - С(Сито) ISBN 5-7133-0703-4, ISBN 978-5-7133-1312-8 （全656頁)
том. 5 (第5巻) 2012年
С(Сказка) - Я(Ящерица) ISBN 978-5-7133-1380-7 （全736頁)

#### 他
- Даль В. И. Толковый словарь живого великорусского языка. (2-е изд. 1880-1882, в 4-х томах) том 2.

V. I. ダーリ『詳説大ロシア語辞典』第2版（1880-1882年、全4巻）第2巻
第2版はダーリの没後 1880-1882年に改訂されたもの。一般語彙が1500、諺・慣用句が350追加された。
СПб, "М. О. Вольф".（ペテルブルク、ヴォルフ書店発行)
(※)初版全4巻はダーリの存命中、1863-1866年にモスクワで刊行された。最初の刊行は1861年からダーリの研究ノートを小規模な分冊で発行する形で始まり、結果として2つの出版社が関わることになったので、両社版の間には微妙な差異が見られる。初版アーカイブ：第1巻(1863,А-З)、 第2巻(1865,И-О)、 第3巻(1865,П/П-Р)、 第4巻(1866,Р-Ѵ/С-Ѵ)。
- Даль В. И. Пословицы русского народа. (2-е изд. 1879, в 2-х томах) том 2.

V. I. ダーリ『ロシアのことわざ集』第2版（1879年、全2巻）第2巻
第2版は、初版（1862年、全1巻）が2巻となったもので、内容の変更は無い。初版はモスクワ、「大学印刷所」(Университетская типокрафия）発行。第2版はヴォルフ書店（М. О. Вольф）発行で、ペテルブルク・モスクワの同時刊行。
アーカイブ：初版、第2版巻1、第2版巻2。
- Большая российская энциклопедия (гл. ред.- Осипов, Ю. С., в 35-и томах, 2004-2017) / том. 10 (2008) ЖЕЛ-ИЗЛ

Y. S. オシポフ編『ロシア大百科事典』(2004年-2017年、全35巻) ISBN 5-85270-320-6
Москва, изд. "Большая российская энциклопедия"（モスクワ、「ロシア大百科事典出版局」発行)
うち第10巻（2008年）(ЖЕЛ-ИЗЛ) ISBN 978-5-85270-341-5 / Иванов день（イワーノフ・ヂェーニ＝「イワンの日」)を収録。
- ロシア大百科事典電子版

- Соколова, В. К. Весенне-летние календарные обряды русских, украинцев и белорусов. ⅩⅨ - начало ⅩⅩ в. (1979)

V. K. ソコローワ『ロシア人・ウクライナ人・白ロシア人の春-夏の行事暦 19世紀－20世紀初頭』(1979年)
編集発行　Институт этнологии и антропологии имени Н. Н. Миклухо-Маклая АН СССР (нынешней РАН)（ソ連邦科学アカデミー(現：ロシア科学アカデミー）ミクルーホ=マクライ記念民族学・人類学研究所)（ロシア語版)（英語版)
発売　Москва, "Наука" （モスクワ、「ナウカ」出版所)
- Русская традиционная культура. Фольклор Калужской губернии: альманах, Выпуски 3-4. (1998)

『ロシアの伝統文化‐カルーガ県のフォークロア』(逐次刊行）第3号‐第4号（1998年)
GoogleBooks (макушка лета の解説有り)
Москва, "Родник"（モスクワ、「ロドニーク」出版所)
- Афанасьеф А. Н. Поэтические воззрения славян на природу. том. 3.  (1994)

A. N. アファナーシェフ『スラヴ人の詩的自然観』第3巻(1994年復刻版)
ロシア民話研究で名高いアファナーシェフの19世紀の著書の復刻版。全3巻で初版はモスクワ「K. ソルダチョーンコフ書店」発行（первое изд.-Москва. Изд. К. Солдатёнкова)。
- том. 1（第1巻)‐1865年 アーカイブ
- том. 2（第2巻)‐1868年 アーカイブ
- том. 3（第3巻)‐1869年 アーカイブ

- 復刻版巻1‐巻3アーカイブ(表紙・書誌のみ。WaybackMachine, 2015年4月16日)

репринт-Москва, "Индрик"（復刻版‐モスクワ、「インドリック」出版所)　том. 3 (第3巻) ISBN 5-85759-013-2
- Забылин М. М. Русский народ, его обычай, обряды, предания, суеверия и поэзия. (1880)

M. M. ザブィリン『ロシア民衆の習慣・行事・言い伝え・民間信仰・ポエジー』(1880年)
Москва, Изд. книгопродавца М. Березина（モスクワ、「M. ベレジン書店」発行)
- Дубровина С. Ю. Состав и системная адаптация лексики православия в русских диалектах (на материале тамбовских говоров):Монография. (2012)

S. Yu. ドゥブローヴィナ 論文「ロシア方言に見られる正教会用語由来の語彙とその受容体系について（タンボフ方言の資料に基づく)」(2012年)
Тамбов（タンボフ)、2012年
アーカイブ(WaybackMachine, 2017年5月17日)
- Толстая С. М. Полесский народный календарь. Современные исследования. (Серия.《Традиционная духовная культура славян》) (2005)

S. M. トルスターヤ『ポリーシャ民間暦最新研究』(2005年)（叢書《スラヴ人の精神文化》)
Москва, "Индрик"（モスクワ、「インドリック」出版所) ISBN 5-85759-300-X
- Снегирёв И. М. Русские простонародные праздники и суеверные обряды. Выпуск 4 (1839)

I. M. スネギリョフ『ロシア平民の祝祭日と民間信仰に基づく儀式』第4号（1839年)
- Выпуск 1（第1号)‐1837年 アーカイブ
- Выпуск 2（第2号)‐1838年 アーカイブ
- Выпуск 3（第3号)‐1838年 アーカイブ
- Выпуск 4（第4号)‐1839年 アーカイブ

Москва, "Университетская типокрафия"（モスクワ、「大学印刷所」発行)
- Гальковский Н. М. Борьба христианства с остатками язычества в Древней Руси. (1913, 1916)

N. M. ガリコフスキー『古代ルーシの異教の残滓とキリスト教との闘い』
- том. 1 (第1巻) Харьков, Епархиальная типография, 1916.（ハリコフ、「エパルヒア」印刷所、1916年) 表紙 アーカイブ
- том. 2 (第2巻) Москва, Печатня А. И. Снегирёвой, 1913.（モスクワ、A. I. スネギリョフ出版所、1913年) 表紙 アーカイブ

- Котович О. В., Крук И. И. Золотые правила народной культуры. (2010)

O. V. コトヴィチ、I. I. クルーク共著『民衆文化の黄金の規則』(2010年)
Минск, "Адукацыя i выхавание"（ミンスク、「教育と薫育」出版所) ISBN 978-985-471-335-9
- Бессонов П. А. Белорусские песни с подробными объяснениями. (1871)

P. A. ベスソーノフ『詳説 白ロシア民謡集』(1871年)
Москва, Типография Бахметева.（モスクワ、バフメーテフ印刷所)
- Послание игумена Памфила. (Подгодовка текста, перевод и комментарии В. И. Охотниковой) / Институт русской литературы (Пушкинский Дом) РАН, Библиотека литературы Древней Руси (в 15-х томах), том 9. (Конец ⅩⅤ - первая половина ⅩⅥ) (2000 г.)

「パンフィール修道院長書簡」(監修・現代語対訳・脚注：V. I. オホートニコワ）/ ロシア科学アカデミーロシア文学研究所（プーシキンセンター）編『古代ルーシ文学資料集』(全15巻）より第9巻（15世紀末－16世紀前半）(2000年）に所収。
プスコフのパンフィール（15-16世紀）‐ 現在のプスコフ州、プスコフ市郊外のエリザロヴォ Елизарово 村で、エレアザル修道院（現在は女子修道院だが、当時は男子修道院であった）院長を務める。書簡は1505年。
СПб. изд. "Наука".（サンクトペテルブルク、「ナウカ」出版所)
【電子版】 プーシキンセンター(2023年8月現在セキュリティ保護なし)、 ウェイバックアーカイブ
- Терещенко, А. В. "Быт русского народа.", часть 5-я "Простонародные обряды." (1848)

A. V. テレシチェンコ『ロシア民衆の生活』(1848年) ‐ 第5部「民衆のしきたり」。
часть 1(第1部) - часть 7(第7部) の全7部から成る。СПб, Типография военно-учебных заведений.（ペテルブルク、「軍学校印刷所」発行)
1848年原書のアーカイブ　第4・5部のみのアーカイブ　復刻版のアーカイブ
(※)復刻版は全2巻（第1巻に第1部－第3部、第2巻に第4部－第7部を収録)。2014年、モスクワ、「ロシア文化研究所」(Институт русской цивилизации）発行。
第1巻（том 1）ISBN 978-5-4261-0090-9
第2巻（том 2）ISBN 978-5-4261-0092-3
- Шарафадина К. И. Флористическая "Загадка" А. Н. Островского, или этноботаническая интерпретация "Венка Весны для Снегурочки (2010)

K. I. シャラファヂナ「A. N. オストロフスキーの植物相上の "謎かけ"、もしくは "雪娘のために母ヴェスナーが用意した花輪" の民族植物学的解釈」本文
Ответственный ред. Казанский Н. Н. Acta linguistica petropolitana: Труды института лингвистических исследований РАН, том 6, часть 1. Этноботаника: растения в языке и культуре (2010), стр. 164-188.
N. N. カザンスキー責任編集：叢書『Acta linguistica petropolitana（アクタ・リングィスティカ・ペトロポリターナ)：ロシア科学アカデミー言語学研究所論文集』第6巻・第1部「民族植物学：言語と文化の中の植物」(2010年)、164-188頁。ISBN 978-5-02-025607-1
СПб. изд. "Наука".（サンクトペテルブルク、「ナウカ」出版所)

### ベラルーシ語
- Васілевіч Ул. А. Беларускі народны каляндар.

// Паэзія беларусскага земляробчага календара. / Склад. А. С. Ліс (Минск, 1992.) с.554-612.
U. A. ワシリエヴィチ「ベラルーシの民間暦」‐A. S. リス編『ベラルーシの農事暦に見られる詩情』554-612頁に所収。ミンスク、1992年。 アーカイブ
(※)1993年、ワシリエヴィッチの単独自著として、ミンスク「収穫」(Ураджай）出版所より発行、全79頁。ISBN 5-7860-0757-X

### ポーランド語
- Biegeleisen H. Wesele (1928)

H. ビェゲレイセン『婚礼』(1928年) アーカイブ
Lwów, "Instytut Stauropigjański"（リヴォフ、「スタウロピギャンスキ・インスティトゥート」発行)

### 英語
- Українсько-Англійский словник. Ukrainian-English Dictionary. (4th printing 1990)

『ウクライナ語‐英語辞典』(1990年第4刷)　ISBN 0-8020-6421-3
Complied by Andrusyshen, C. H., 1907
4th printing 1990 by Univ. of Toronto Press, (1st printing 1955 by The Gospel Press, Saskatoon.) Copyright 1955 by Univ. of Saskatchewan, Canada
C. H. アンドルーシェン 編、1907年
第4刷‐1990年、カナダ・トロント大学出版局 発行。（第1刷‐1955年、カナダ・サスカトゥーン「ゴスペル・プレス」発行)　🄫サスカチュワン大学、1955年

### 日本語
- 戸辺又方『ロシアの言語と文化』(1996年、ナウカ)

ISBN 4-88846-040-X
- 『研究社露和辞典』(1988年)

(机上版）ISBN 4-7674-9030-8　(携帯版）ISBN 4-7674-9033-2